# Vereinigung zur Förderung Schweizer Jugendkultur
Die Vereinigung zur Förderung Schweizer Jugendkultur fördert die Qualität von Kinder- und Jugendkulturprodukten und prämiert mit den Märchen-Oskars s'Goldig Chrönli alljährlich künstlerisch und pädagogisch wertvolle Schweizer Mundart-Produktionen auf Tonträger.

## Geschichte
Am 20. Mai 1968 wurde die Vereinigung Zürcher Märchen- und Jugendbühne gegründet. Im Laufe der vergangenen Jahrzehnte wurden Zielsetzung und Namen der Vereinigung insgesamt dreimal geändert. Zum letzten Mal 1999 in Vereinigung zur Förderung Schweizer Jugendkultur. Der ursprüngliche Wunsch der 1968 gegründeten Institution war die Verwirklichung einer eigenen, speziellen Jugendbühne. Ein Wunsch, der aus finanziellen Gründen jedoch ein Traum blieb. In den folgenden Jahren wurden so in erster Linie Wettbewerbe für gute Jugendtheaterstücke ausgeschrieben, prämiert und schliesslich auch aufgeführt. Daneben organisierte die Vereinigung in abwechselnder Zusammenarbeit verschiedene Aktionen und Events, wie das Kindermusical König Hupedipuup, oder die Eröffnung eines Märlihus im ehemaligen Theater Karl dem Grossen u. v. m. Ebenso erfreuliche Resonanz erfuhr seinerzeit auch der Zeichnungswettbewerb für behinderte Kinder in Spitälern und Heimen in der ganzen Schweiz. Eine Aktion unter dem Patronat des Präsidialdepartements der Stadt Zürich.

## Heute
Unter dem gleichen Patronat steht die nunmehr seit 1987 von der Vereinigung organisierte und durchgeführte Verleihung des Märchen-Oskars, S'Goldig Chrönli, der Schweizer Auszeichnung für kindergerechte Mundartproduktionen auf Tonträgern. Im Jahre 2000 wurde, zur Ergänzung der obigen Auszeichnung, ein Kulturförderpreis, den Förderpreis für Jugendkulturschaffende in der Schweiz, ins Leben gerufen.

## Märchen-Oskar-VerleihungS’Goldig Chrönli

S’Goldig Chrönli, Schweizer Auszeichnung für kindergerechte Mundartproduktionen auf Tonträgern

Als hervortretendes Element in der Herausbildung von kulturellen Verständnis erfreut sich das klassische Märchen und seine medialen Weiterentwicklungen auch heute noch ungebrochenen Zuspruchs. Kaum ein Kinderzimmer, das ohne Märchen- und/oder Videokassetten auskommt und die Entwicklungsgeschwindigkeit der Medientechnologie lässt uns einen ähnlichen Boom im Bereich der interaktiven ‘Kulturträger’ erwarten. Gute Gründe, um die Beschaffenheit all dieser letztlich eben prägenden Medienprodukte im Auge zu behalten. Die Vereinigung zur Förderung Schweizer Jugendkultur und miteingeschlossen die langjährigen Fürsprecher und Gönner aus Wirtschaft, Politik und Kultur messen aber auch heute noch gerade dem ersten Kontakt mit der Kultur ganz besondere Bedeutung bei. Seit 1987 ist deshalb die künstlerische und pädagogische Qualität von Kinder- und Jugendtonträgern der zentrale Aspekt des Wirkens der Vereinigung. Nebst verschiedensten Veranstaltungen organisiert, plant und überwacht die Vereinigung die Schweizerische Verleihung des Märchen-Oskars, die fachkompetente, unabhängige Jurierung und Prämierung Schweizerischer Kinder- und Jugendtonträger.
Die Veranstaltung unter dem Namen S’Goldig Chrönli gerät jeden Spätherbst zum kleinen Medienereignis, an dem nebst zahlreichen Produzenten, jeweils auch viele prominente Gesichter zu sehen sind. Die Vereinigung versteht sich in ihrem Wirken aber keineswegs als «Damokles-Schwert des Marktes», sondern vielmehr als eine Instanz der Qualitätsförderung- und Motivation. Namentlich beabsichtigt sie mit der Verleihung des Märchen-Oskars die Förderung
- der Kultur im Allgemeinen
- der Unterhaltung für Kinder
- von Schweizer Hörspielen für Kinder und Jugendliche im Speziellen
- des Theaters, denn durch gute kindergerechte Hörspiele wird bei den Kindern ein Anreiz für spätere Theaterbesuche geschaffen.